# U-2518
| U-2518 | U-2518 | U-2518 |
| --- | --- | --- |
| U 2518 | | |
| | | |
| Французький підводний човен «Ролан Морілло» на поході. 1950 | | |
| Верф | Blohm + Voss, Гамбург | Blohm + Voss, Гамбург |
| Під прапором | Третій Рейх | Третій Рейх |
| Належність | Крігсмаріне | Крігсмаріне |
| Порт приписки | Кіль Берген | Кіль Берген |
| Замовлення | 6 листопада 1943 | 6 листопада 1943 |
| Закладений | 16 серпня 1944 | 16 серпня 1944 |
| Спуск на воду | 4 жовтня 1944 | 4 жовтня 1944 |
| Введений до складу флоту | 4 листопада 1944 | 4 листопада 1944 |
| На службі | 1944—1945 | 1944—1945 |
| Сучасний статус | 9 травня 1945 року капітулював у Гортені | 9 травня 1945 року капітулював у Гортені |
| Бойовий досвід | Друга світова війна | Друга світова війна |
| Проєкт | | |
| Тип ПЧ | океанський дизель-електричний торпедний («електричний човен») | океанський дизель-електричний торпедний («електричний човен») |
| Основні характеристики | | |
| Швидкість (надводна) | 15,6 вузла (28,9 км/год) | 15,6 вузла (28,9 км/год) |
| Швидкість (підводна) | 17,2 вузла (31,9 км/год) 6,1 вузла (11,3 км/год) (режим підкрадання) | 17,2 вузла (31,9 км/год) 6,1 вузла (11,3 км/год) (режим підкрадання) |
| Робоча глибина занурення | 240 м | 240 м |
| Гранична глибина занурення | 280 м | 280 м |
| Дальність плавання | 63 милі (117 км) на швидкості 4 вузли (7,4 км/год) (у підводному положенні) 13 850 морських миль (25 650 км) на швидкості 10 вузлів (19 км/год) (у надводному положенні) | 63 милі (117 км) на швидкості 4 вузли (7,4 км/год) (у підводному положенні) 13 850 морських миль (25 650 км) на швидкості 10 вузлів (19 км/год) (у надводному положенні) |
| Екіпаж | 57 офіцерів та матросів | 57 офіцерів та матросів |
| Розміри | | |
| Довжина найбільша (по КВЛ) | 76,7 м | 76,7 м |
| Ширина корпусу найб. | 8 м | 8 м |
| Середня осадка (по КВЛ) | 6,32 м | 6,32 м |
| Водотоннажність надводна | 1621 т | 1621 т |
| Водотоннажність підводна | 1819 т | 1819 т |
| Силова установка | | |
| Дизель-електрична: 2 дизельні двигуни; 2 дизельних двигуни з нагнітачем MAN M6V40/46KBB, 2 електродвигуни SSW GU365/30; 2 електродвигуни SSW GU365/30 + 2 × SSW GV232/28 | | |
| Гвинти | 2 | 2 |
| Потужність | 3900 к.с. (дизелі) 4900 к.с. + 223 к.с. (електродвигуни) | 3900 к.с. (дизелі) 4900 к.с. + 223 к.с. (електродвигуни) |
| Озброєння | | |
| Торпедно- мінне озброєння | 4 носових і 2 кормових ТА; 23 торпеди або 12 мін TMC | 4 носових і 2 кормових ТА; 23 торпеди або 12 мін TMC |
| ППО | 1 × 37-мм зенітна гармата SKC/30 2 (1 × 2) × 20-мм зенітні гармати FlaK 30                                                                                               | 1 × 37-мм зенітна гармата SKC/30 2 (1 × 2) × 20-мм зенітні гармати FlaK 30                                                                                               |
| Електроніка | FuG 200 Hohentwiel FuMB Ant 3 Bali | FuG 200 Hohentwiel FuMB Ant 3 Bali |

| «Ролан Морілло» (S613)    | «Ролан Морілло» (S613)                                        | «Ролан Морілло» (S613)                                        |
| ------------------------- | ------------------------------------------------------------- | ------------------------------------------------------------- |
| Roland Morillot (S613)    |                                                               |                                                               |
|                           |                                                               |                                                               |
|                           |                                                               |                                                               |
| Під прапором              | Франція                                                       | Франція                                                       |
| Належність                | Військово-морські сили Франції                                | Військово-морські сили Франції                                |
| Порт приписки             | Шербур Тулон                                                  | Шербур Тулон                                                  |
| Введений до складу флоту  | 14 лютого 1946                                                | 14 лютого 1946                                                |
| Виведений зі складу флоту | 12 жовтня 1967                                                | 12 жовтня 1967                                                |
| На службі                 | 1946—1967                                                     | 1946—1967                                                     |
| Сучасний статус           | 21 травня 1969 року проданий на брухт                         | 21 травня 1969 року проданий на брухт                         |
| Бойовий досвід            | Холодна війна Суецька криза * Операція «Мушкетер»             | Холодна війна Суецька криза * Операція «Мушкетер»             |
| Проєкт                    |                                                               |                                                               |
| Тип ПЧ                    | океанський дизель-електричний торпедний («електричний човен») | океанський дизель-електричний торпедний («електричний човен») |
| Основні характеристики    |                                                               |                                                               |
| Екіпаж                    | 57 офіцерів та матросів                                       | 57 офіцерів та матросів                                       |
| Розміри                   |                                                               |                                                               |
| Озброєння                 |                                                               |                                                               |

U-2518 — німецький великий океанський підводний човен типу XXI, що входив до складу Військово-морських сил Третього Рейху за часів Другої світової війни. Закладений 19 липня 1944 року на верфі Blohm + Voss у Гамбурзі під будівельним номером 2518. Спущений на воду 14 вересня 1944 року, а 12 жовтня 1944 року корабель увійшов до складу ВМС нацистської Німеччини. Єдиним командиром човна був оберлейтенант-цур-зее, згодом капітан-лейтенант Фрідріх Вайднер.

## Історія служби
U-2518 належав до серії німецьких підводних човнів типу XXI, океанських дизель-електричних підводних човнів, так званих «електричних човнів» (нім. Electroboot), призначених діяти на морських комунікаціях противника на далеких відстанях у відкритому океані. Човнів цього типу було випущено 118 одиниць, утім лише одиниці надійшли на озброєння нацистського флоту.
Службу розпочав у складі 31-ї навчальної флотилії. 1 квітня 1945 року його перевели до бойового складу 11-ї флотилії. Не здійснив жодного бойового походу й не потопив чи пошкодив жодного корабля або судна.
9 травня 1945 року капітулював у Гортені, Норвегія. 18 травня 1945 року переведений до Осло, а 3 червня — до Лісагаллі, Північна Ірландія, прибув туди 7 червня. Переданий Франції 14 лютого 1946 року, відновлений і 14 лютого 1951 року введений до строю як «Ролан Морілло». 12 жовтня 1967 року виведений з бойового складу французького флоту. 21 травня 1969 року проданий на брухт до італійської Ла-Спеції.